# حمام نصر

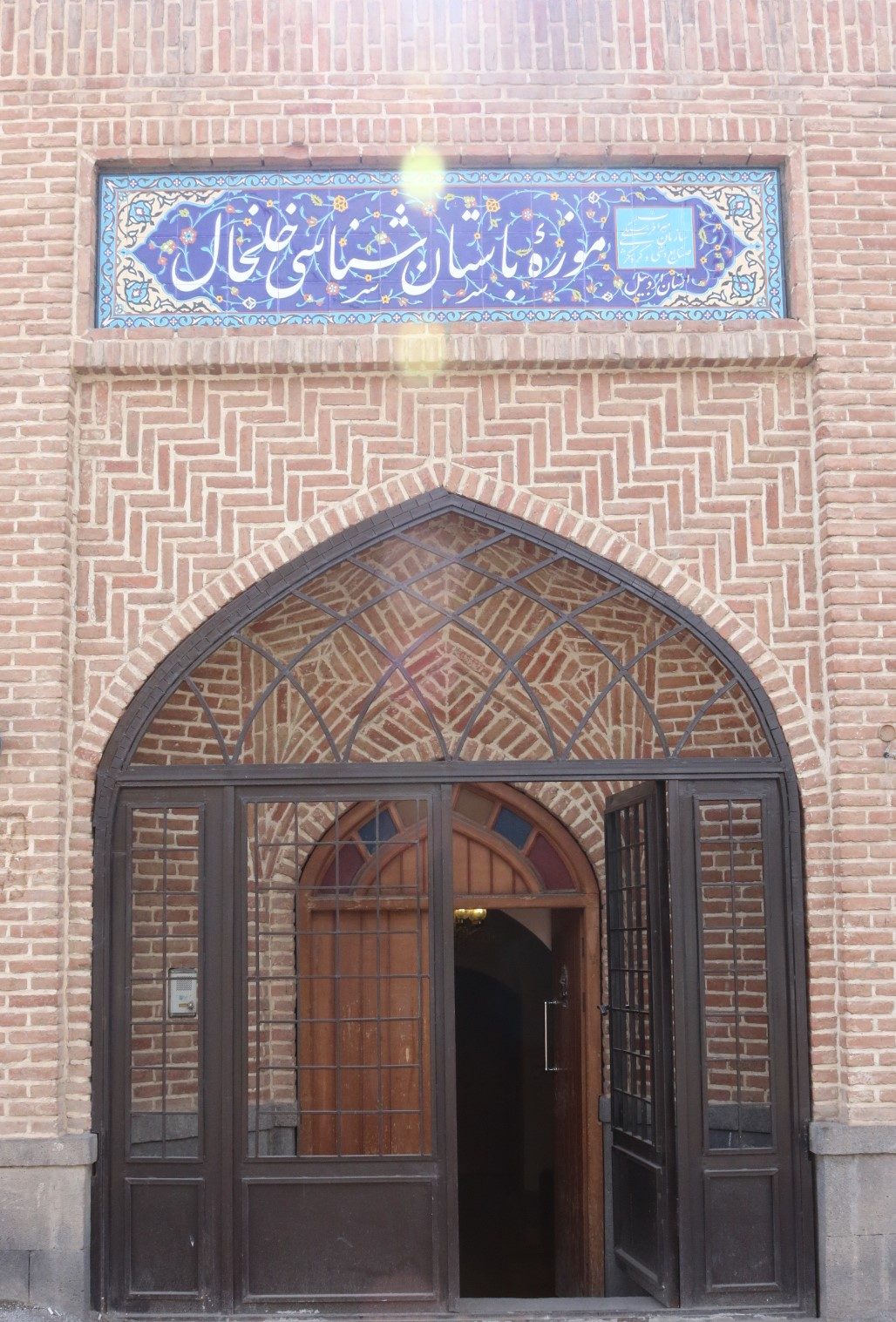
ورودی حمام تاریخی نصر

حمام نصر مربوط به دوره قاجار است و در خلخال، خیابان شهید رجائی، محله قاضیلر واقع شده و این اثر در تاریخ ۱ مهر ۱۳۸۲ با شمارهٔ ثبت ۱۰۳۴۹ به‌عنوان یکی از آثار ملی ایران به ثبت رسیده‌است.

## تاریخچه
حمام نصر در خلخال، خیابان شهید رجائی، محله غازیلر واقع شده و این اثر در تاریخ ۱ مهر ۱۳۸۲ با شمارهٔ ثبت ۱۰۳۴۹ به‌عنوان یکی از آثار ملی ایران به ثبت رسیده‌است. حمام نصر خلخال متعلق به دوره قاجار می‌باشد و در جوار رودخانه نور علی چای در بافت بازار بنا شده‌است.

نقشه خلخال

این بنا از جاهای دیدنی خلخال، طبق تحقیقات محلی و مطالعه در کتب تاریخی (تاریخ گیلان و دیلمستان، سیری در تاریخ آذربایجان و…) به دلیل خشکسالی و قحطی حادث شده در سال ۱۲۲۸ در هرو آباد (خلخال) بعنوان بنائی عام‌المنفعه برای تأمین نیازهای اهالی محل بنا شده‌است.

## معماری
سبک معماری این بنا مانند سبک حمام‌های ایرانی است. ورودی حمام به هشتی و ازآنجا به پیشخوان ختم می‌شود. سربینه دارای نقاشیهای زیبا و مربع شکل و چهار بازوی کناری از حمام‌های تاریخی پیروی می‌کند. گرمخانه، هشت‌ضلعی و مرتبط با فضاهای خدماتی و خزینه است. ورود به هشتی از طریق پیشخوان امکان‌پذیر است و کف آن پایین‌تر از سطح خیابان واقع‌شده و با دو پله به سطح پیاده‌رو می‌رسد. این قسمت دو ورودی دارد. یک ورودی به هشتی که مابین سربینه و فضای بیرون قرارگرفته و ورودی دیگر با چرخشی به سربینه ختم می‌شود و مانع دیدمستقیم به سربینه است. دالانی نیز به ابعاد ۱ / ۱۶ × ۱ / ۴ متر در قسمت شمالی به بنا الحاق شده که این فضا نیز به هشتی ورودی ختم می‌شود. این راهرو با سه دالان ورودی با گرمخانه در ارتباط می‌باشد به‌احتمال‌قوی این دالان محل چال‌حوض حمام بوده‌است. کاربندی سربینه به شکل کلاه درویشی می‌باشد. پس از سربینه میاندر و سپس گرمخانه قرارگرفته است. این بخش هشت‌ضلعی در ارتباط با فضاهای خدماتی و خزینه می‌باشد. اتاق تنظیف در سمت شمال گرمخانه به شکلی طراحی‌شده که در حاشیه قرار بگیرد و با گردش و پیچش جرزها دیدمستقیم به داخل مسدود شود. سرویس بهداشتی نیز با میاندر در ارتباط است. در ضلع پشتی خزینه تون آتشدان و تأسیسات موردنیاز جهت گرم کردن آب قرارگرفته که بعدها تخریب‌شده‌است.

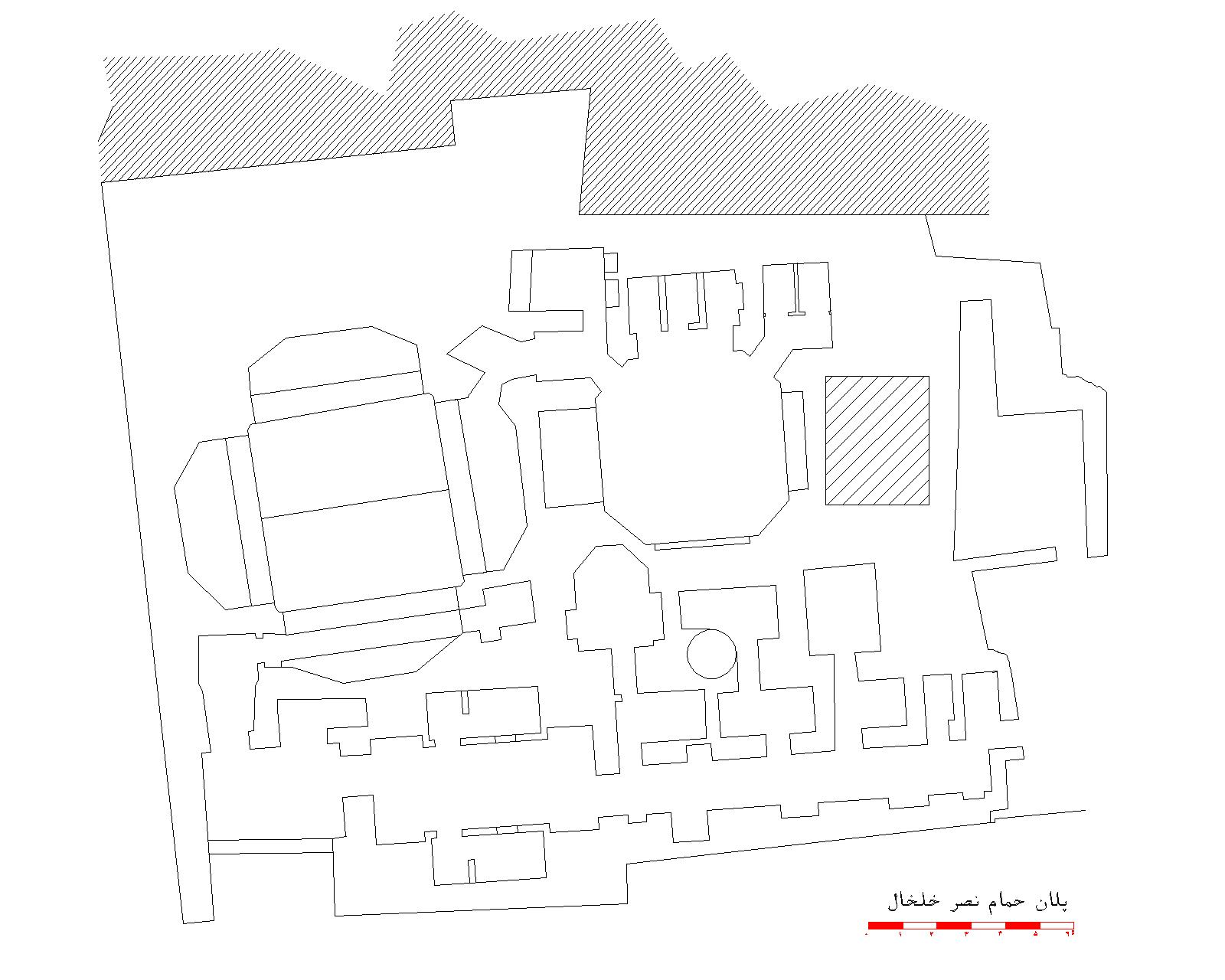
پلان معماری حمام تاریخی نصر

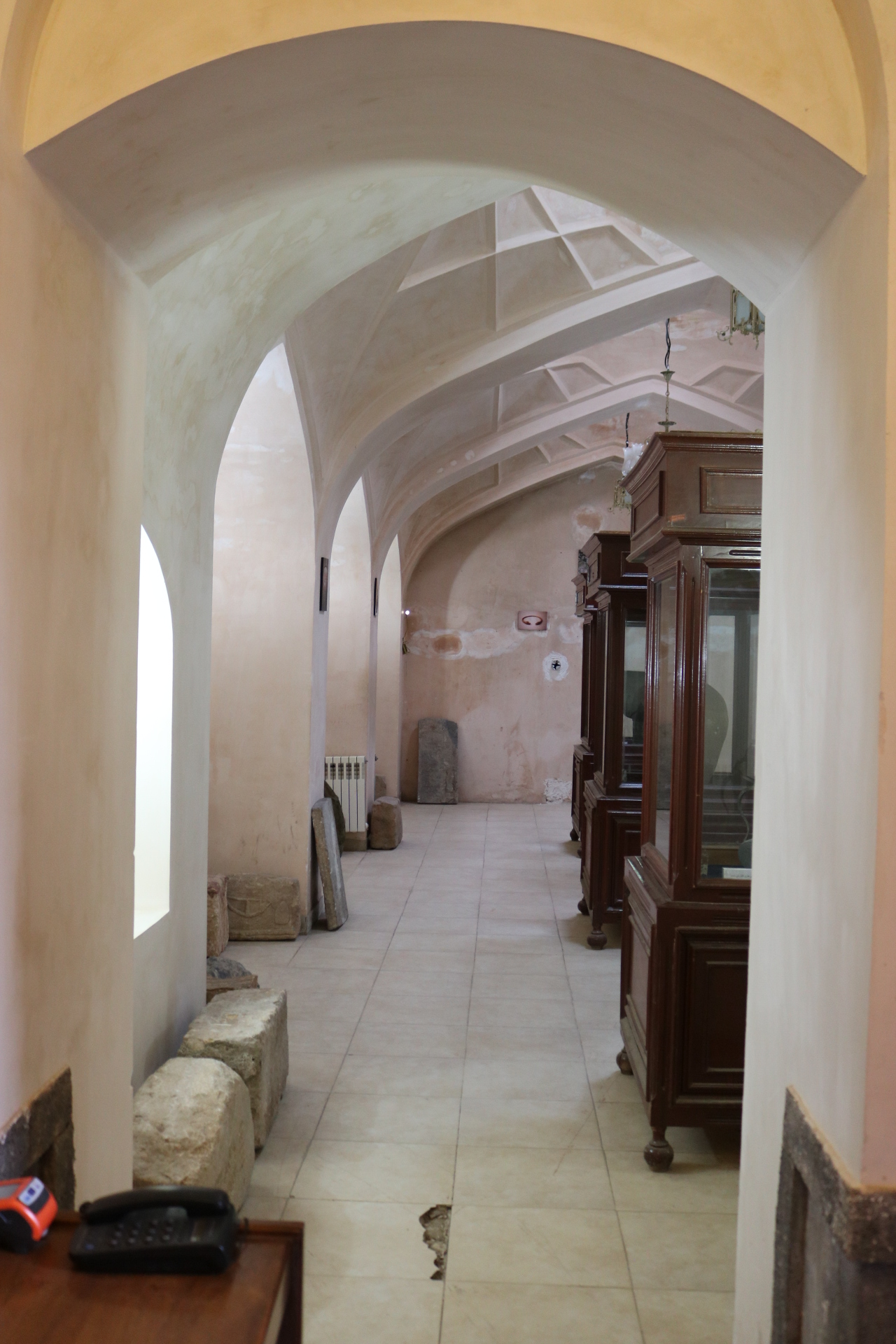
ورودی اول

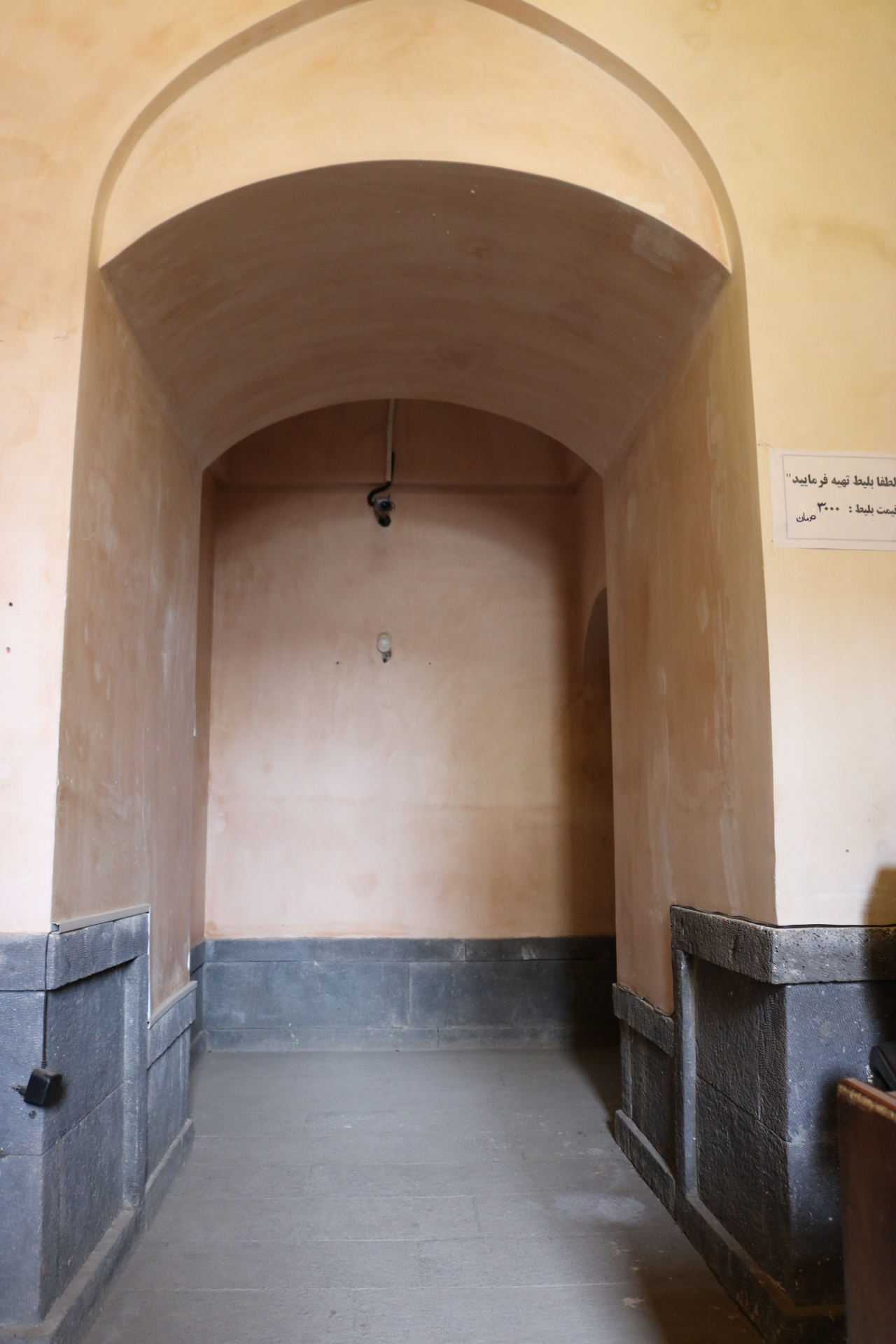
ورودی دوم

## مشخصات سازه ای بنا
پی بنا از سنگ و ملات آهکی ریخته شده و دارای پایه‌های آجری به ضخامت ۸۰ الی ۱۰۰ سانتی‌متر می‌باشد. جرزها و دیوارهای ضخیم این حمام به‌وسیله سنگ و آجر با ملات آهک اجراشده است. پوشش سقف طاق و گنبد است و برای تبدل طرح مربع به دایره گنبد کاربندی بکار رفته‌است. پنج و هفت، کلیل، گهواره‌ای و کشکولی قوس‌های مورداستفاده در طاق‌های این بنا هستند.

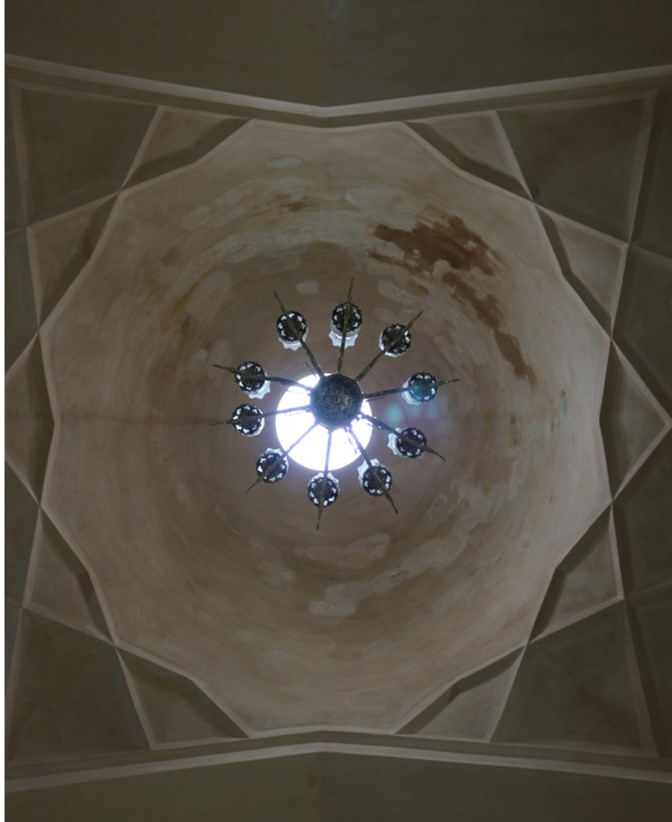
سقف ورودی اول

## تزئینات
این حمام در قسمت سربینه دارای نقاشیهای زبیای می‌باشد که در حال حاضر با چند لایه گچ وسیمان سفید پوشانده شده‌است در حال حاضر پنج لایه تزئینی در این قسمت به چشم می‌خورد که تنها لایه اول (اصلی) و لایه چهارم دارای ارزش هنری و تاریخی می‌باشد از دیگر تزئینات می‌توان به کاربندیهای اجرا شده در سربینه و گرمخانه اشاره نمود.

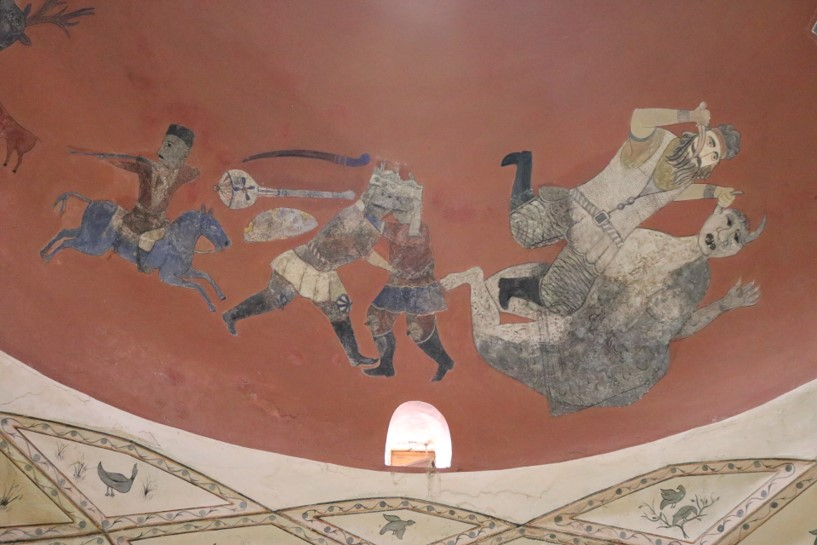
نقاشی سقف حمام

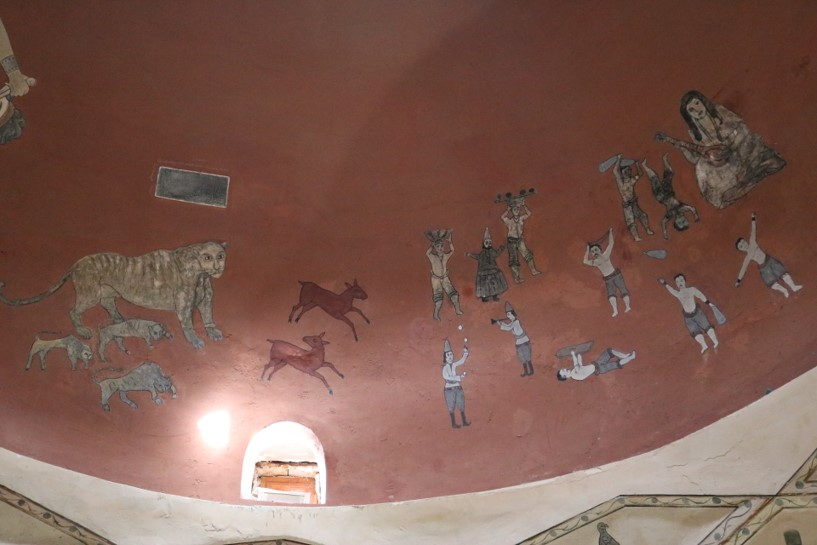
نقاشی سقف حمام

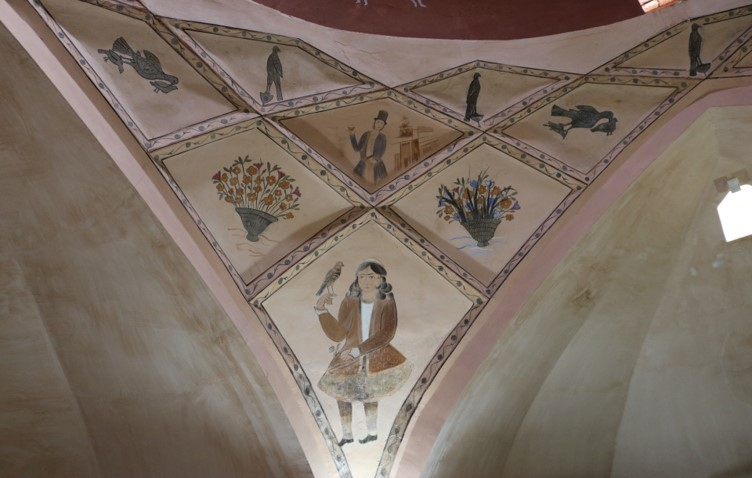
نقاشی سقف حمام

## نوع مالکیت
آخرین مالک این بنا خانواده ذکائی بوده‌اند این حمام در سال ۱۳۸۱ توسط اداره میراث فرهنگی خریداری گردیدوبا بودجه ای بالغ بر ۸۵۰ میلیون تومان بازسازی و تغییر کاربری به موزه باستان‌شناسی شده و پس از پایان عملیات مرمتی آن در سال ۱۳۸۶ به عنوان موزه خلخال مورد بهره‌برداری قرار گرفته ودر حال حاضر جهت تبدیل به اداره میراث فرهنگی خلخال و موزه آثار باستانی در اختیار این اداره می‌باشد.

## اشیا
اشیاء موزه بخشی از تاریخ و فرهنگ منطقه را به معرض نمایش قرار داده‌است. هم‌اکنون در موزه باستان‌شناسی خلخال، بیش از ۱۵۰ شیء باستانی به نمایش گذاشته شده که باسابقه‌ترین شی این موزه مربوط به ۶۰۰۰ سال پیش از میلاد است. گوشواره‌های طلایی دوره ساسانی، گردنبند طلایی دوره هخامنشی، اشیاء سفالی نقش دار ۳۰۰۰ سال پیش، مجسمه گاو کوهان‌دار با بیش از ۴۰۰۰ سال قدمت و مجسمه حیوان دو سر ۳۰۰۰ ساله و … در این مکان در معرض دید است. علاوه بر این‌ها نسخه‌های خطی صحیفه سجادیه و قرآن کریم مربوط به قرن ۱۳ هجری در این موزه نگهداری می‌شوند. علاوه بر تعدادی سنگ‌قبر، تعدادی سنگ‌نگاره نیز در موزه وجود دارد که رمزگشایی از خطوط و علائم روی آن‌ها و تعیین قدمت سنگ‌نگاره‌های مذکور توسط باستان شناسان ضروری به نظر می‌رسد. موزه خلخال سومین موزه استان اردبیل بعد از موزه شیخ صفی‌الدین اردبیلی و موزه باستان‌شناسی مشگین‌شهر است.

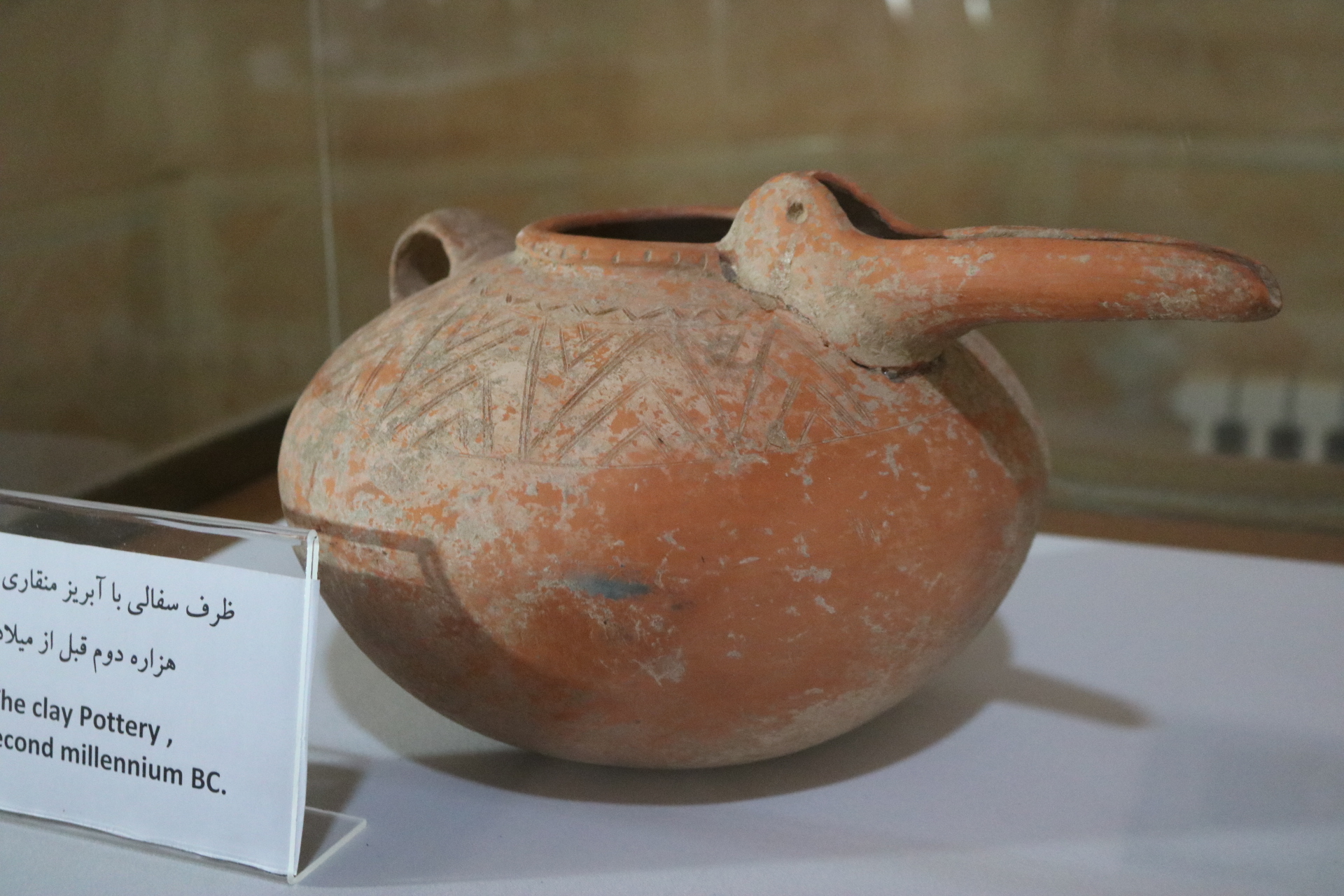
ظرف سفالی با آبریز منقاری، هزاره دوم قبل از میلاد

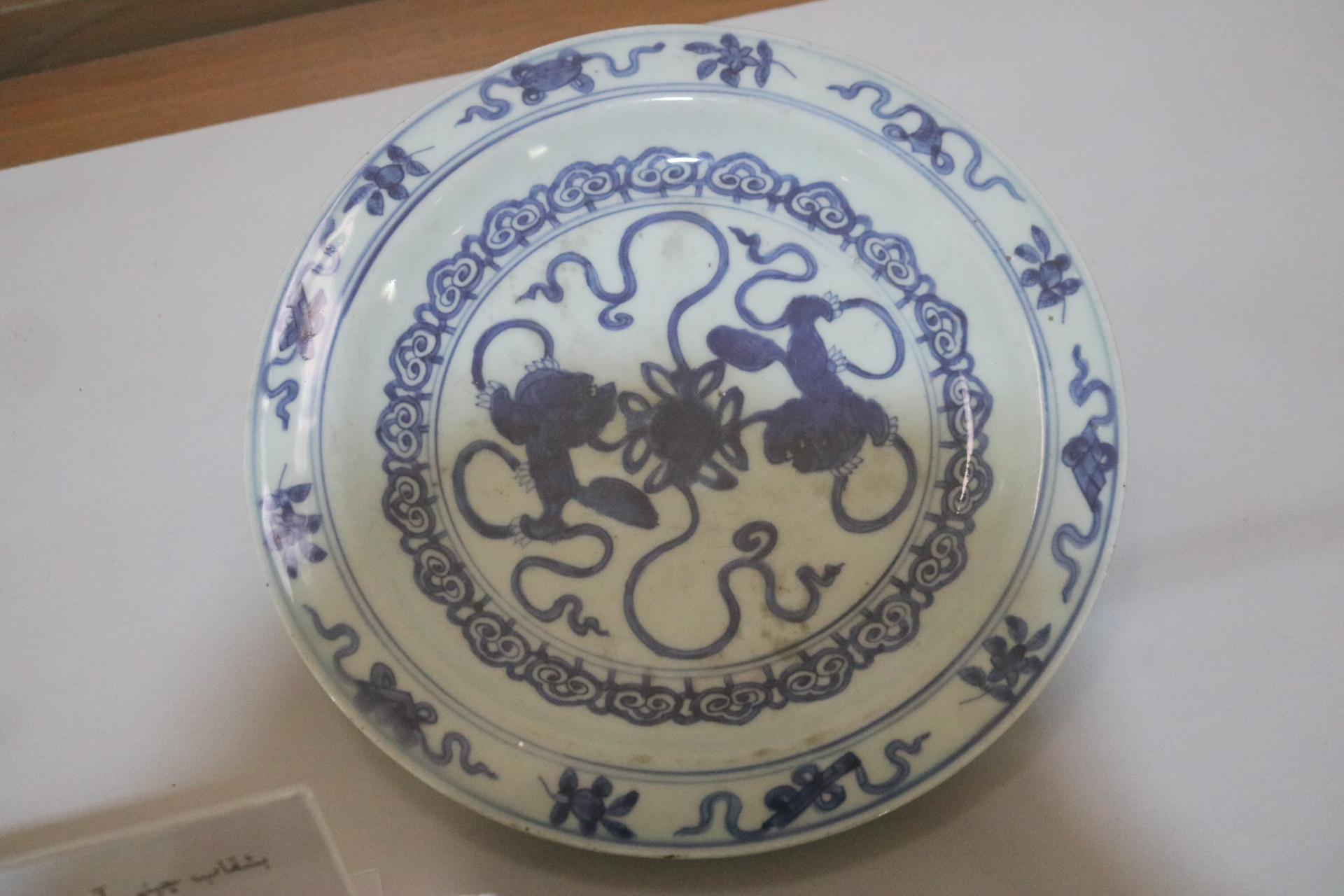
بشقاب چینی آبی سفید، دوره صفوی

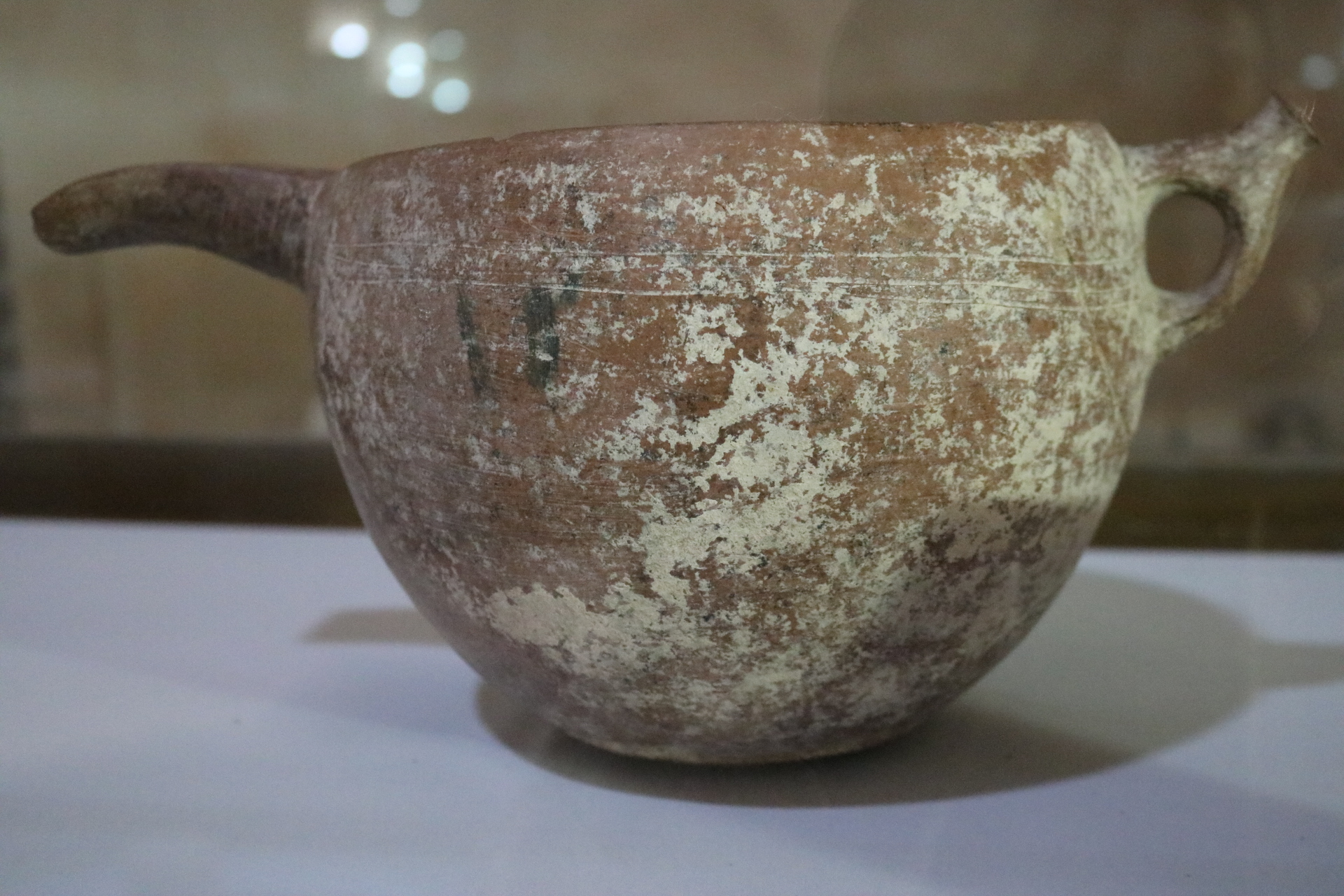
کاسه بزرگ سفالی با آبریز منقاری شکل، عصر آهن

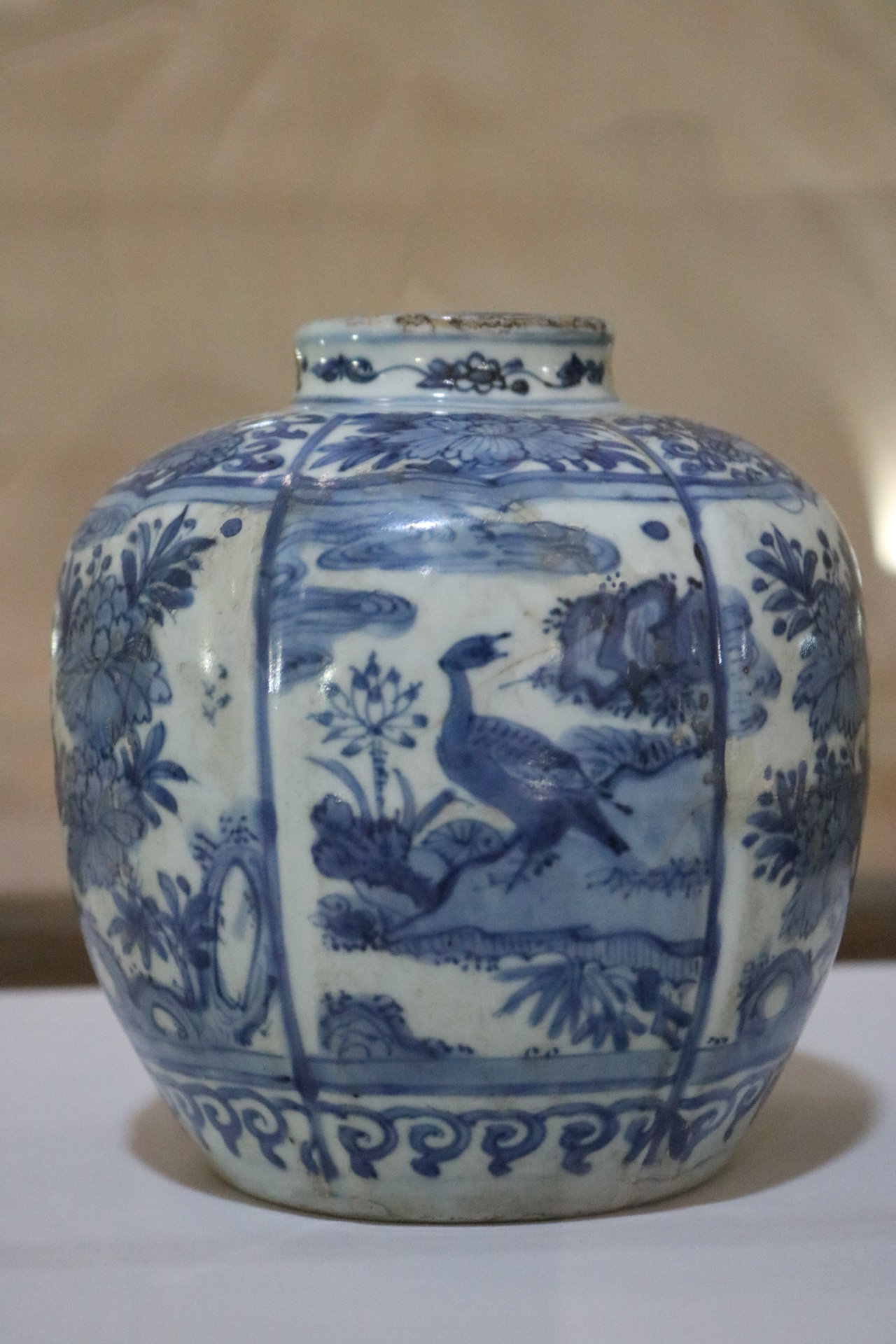
گلدان چینی آبی سفید، دوره صفوی

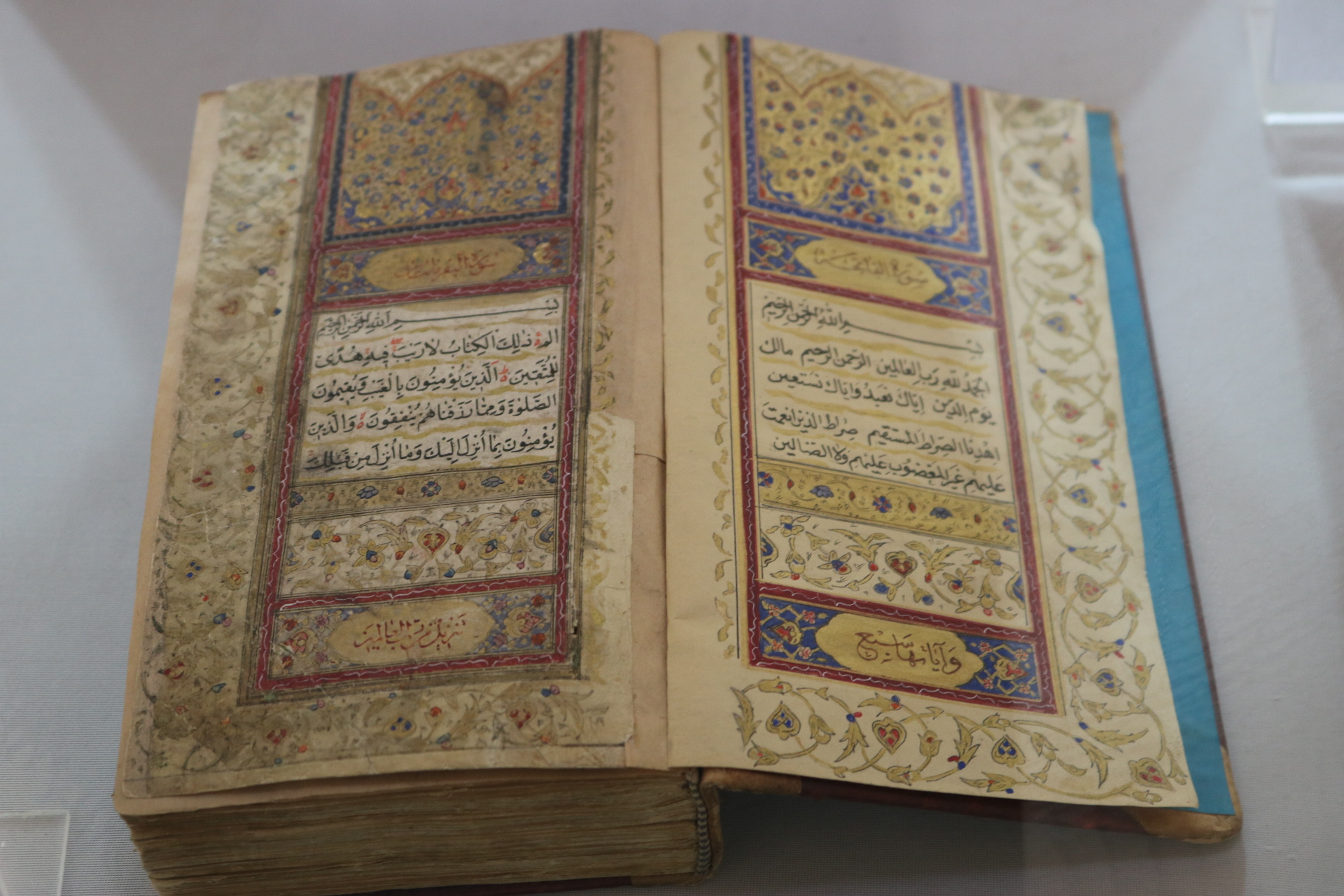
صحیفه سجادیه، اواخر دوره صفوی

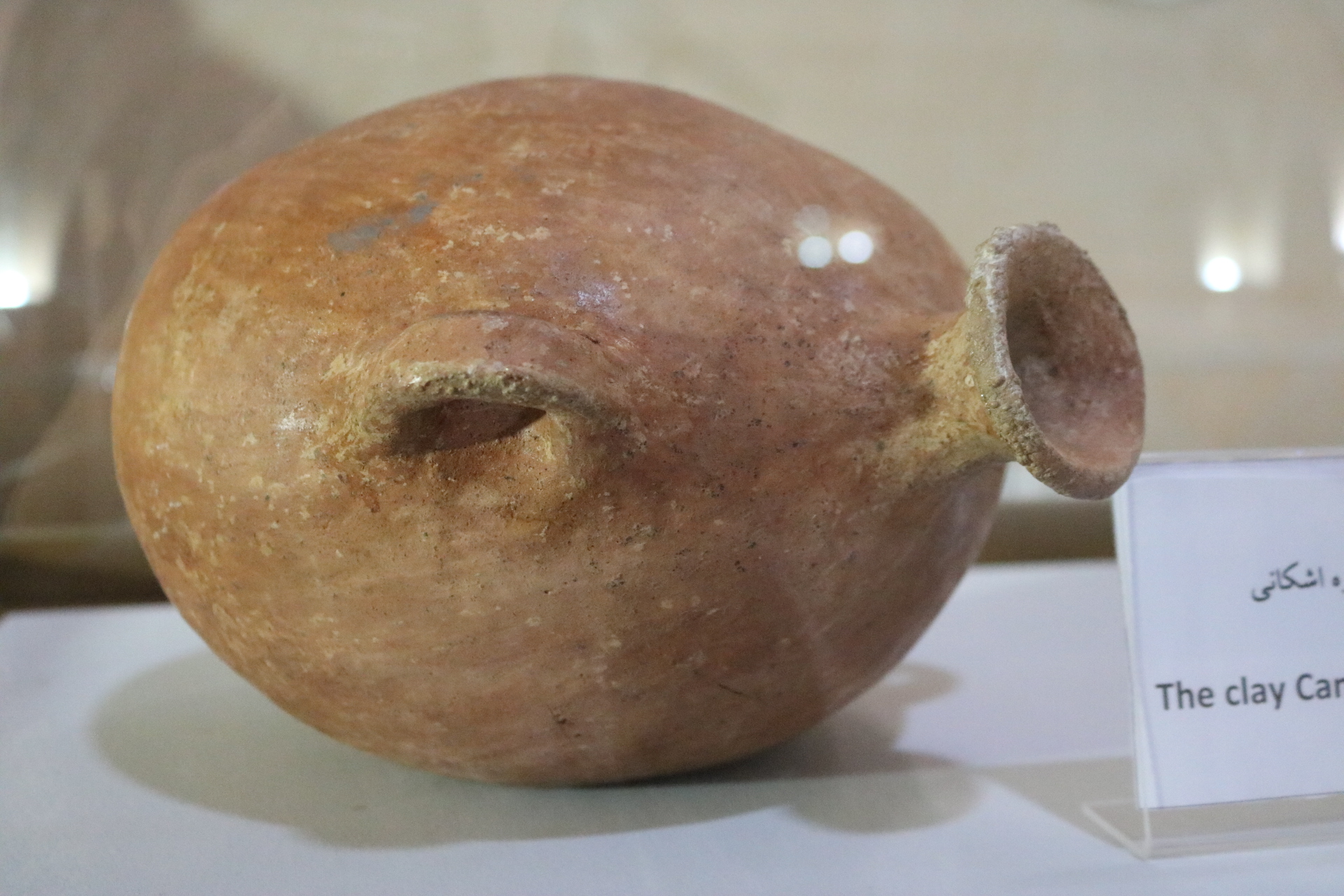
قمقمه سفالی ،دوره اشکانی

## ویژگی‌های مکانی
مساحت کف این بنا حدود ۵۰۰متر مربع است وپوشش کف و پله‌ها از جنس سنگ است. مساحت دیوارهای آن حدود ۶۰۰ متر مربع است ودیوارها به شیوه سنتی گچ کاری و نقاشی شده‌اند. این بنا دارای دو عدد پنجره از دیوار و ۳۳ عدد کوچک و از سقف است ونوع پوشش آن‌ها از پرده‌های پارچه ایست. مساحت سقف آن حدود ۷۰۰متر مربع است که سطح بخشی از آن را نقاشی‌های اساطیری دربر گرفته‌است.

## تسهیلات موجود
آب این بنا از آب لوله‌کشی شهری تأمین می‌شود و برق آن نیز توسط سیم کشی‌هایی از کف تأمین می‌شود. این بنا تنها دارای سیستم تهویه برای سرویس است و فاقد هرگونه رطوبت سنج و نمد گیر و سیستم تهویه مطبوع و… برای فضا است.

## ویژگی‌های مربوط به شرایط محیطی
روشنایی طبیعی از طریق پنجره‌های موجود در سقف و روشنایی مصنوعی آن از طریق ۱۴ عدد لوسترو۴۰ عدد لامپ تأمین می‌شود و میزان نور مرئی و فرابنفش آن هنوز محاسبه نشده‌است. میزان دمای آن در سالن حدود ۱۰ درجه می‌باشد. همچنین میزان رطوبت نسبی آن ۶۰درصد اعلام شده‌است.

## کاربری فضاها
این بنا فاقد قسمت اداری است وفضای مربوط به بازدید کنندگان حدود ۳۵ متر تخمین زده شده و تا کنون نمایشگاه و رویدادی در این بنا برگزار نشده‌است و تنها در عید نوروز فضایی حدود ۴۰ متر را به چیدمان سفره هفت سین اختصاص می‌دهند.